# Гирей-кала
Гире́й-кала́, также Новоальметьевское городище — древнее городище кругообразной формы, находящееся на территории деревни Новое Альметьево Нурлатского района Республики Татарстан.

## Описание
Городище расположено в северо-восточной части села Новое Альметьево, между правым берегом реки Мараса и её притоком Гарей, с площадкой четырёхугольной формы, общей площадью около 40 000 кв. м. Оно вытянуто в направлении с юга на север. С южной стороны городище защищено двумя рядами валов (высота 0,8—0,9 м, ширина 25—30 м) и рвов. Часть валов, имеющих разрыв в средней части, а также сама площадка городища, в настоящее время застроены домами и используются под огороды.
В архивном деле второй половины XIX века приводится информация о том, что городище расположено на правом берегу реки Мараса, недалеко от устья реки Гарей. Имеет круговую форму протяжённостью около 260 саженей по окружности. В настоящее время территория городища частично застроена крестьянскими домами, занята гумнами и огородами. Валы и рвы сохранились не полностью, так как местные жители начали добывать глину. Ширина вала составляет более 1 сажени, а ширина рва варьируется от 1,5 до 2 саженей.

### Планы городища

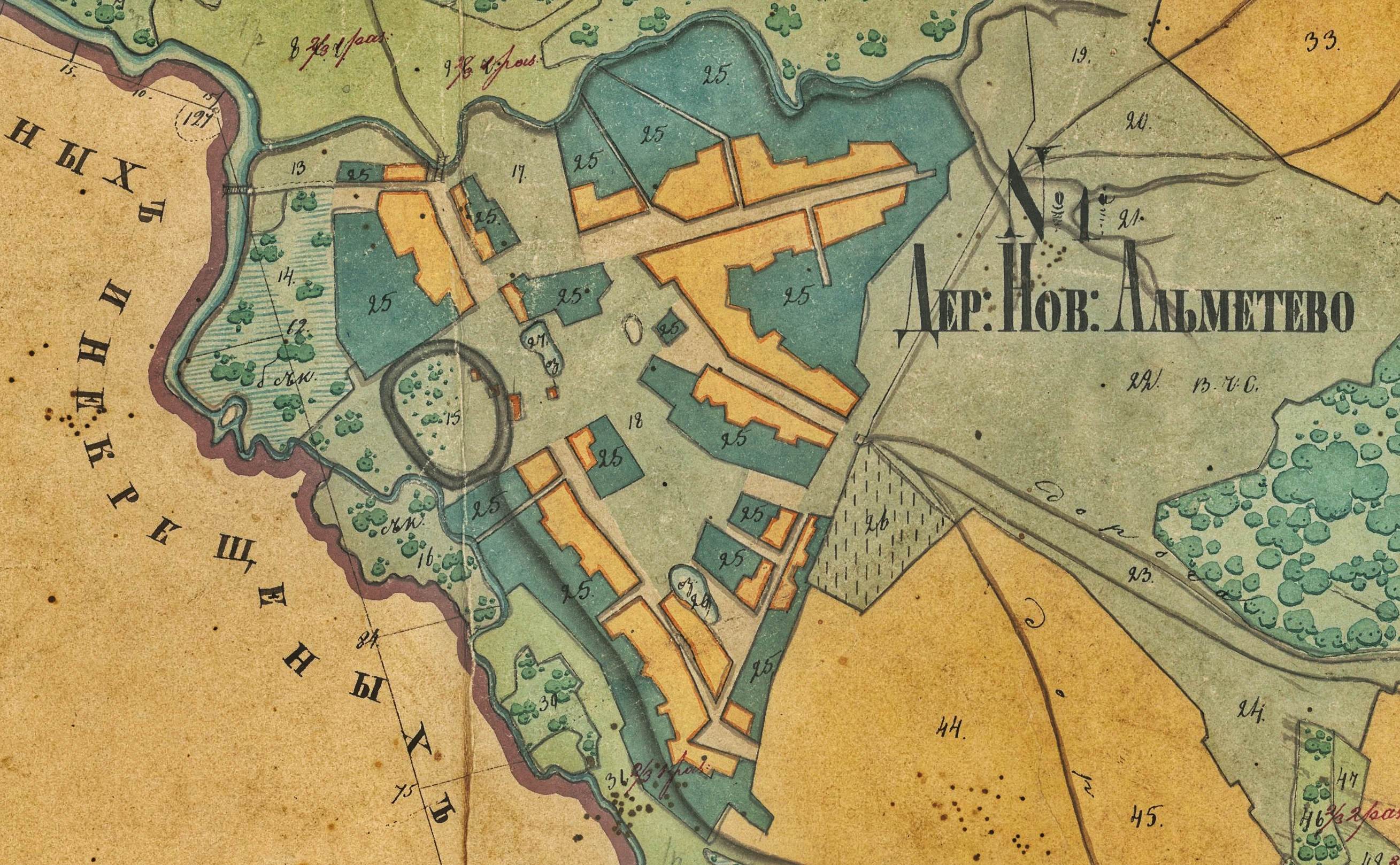
План деревни Новое Альметьево, 1850

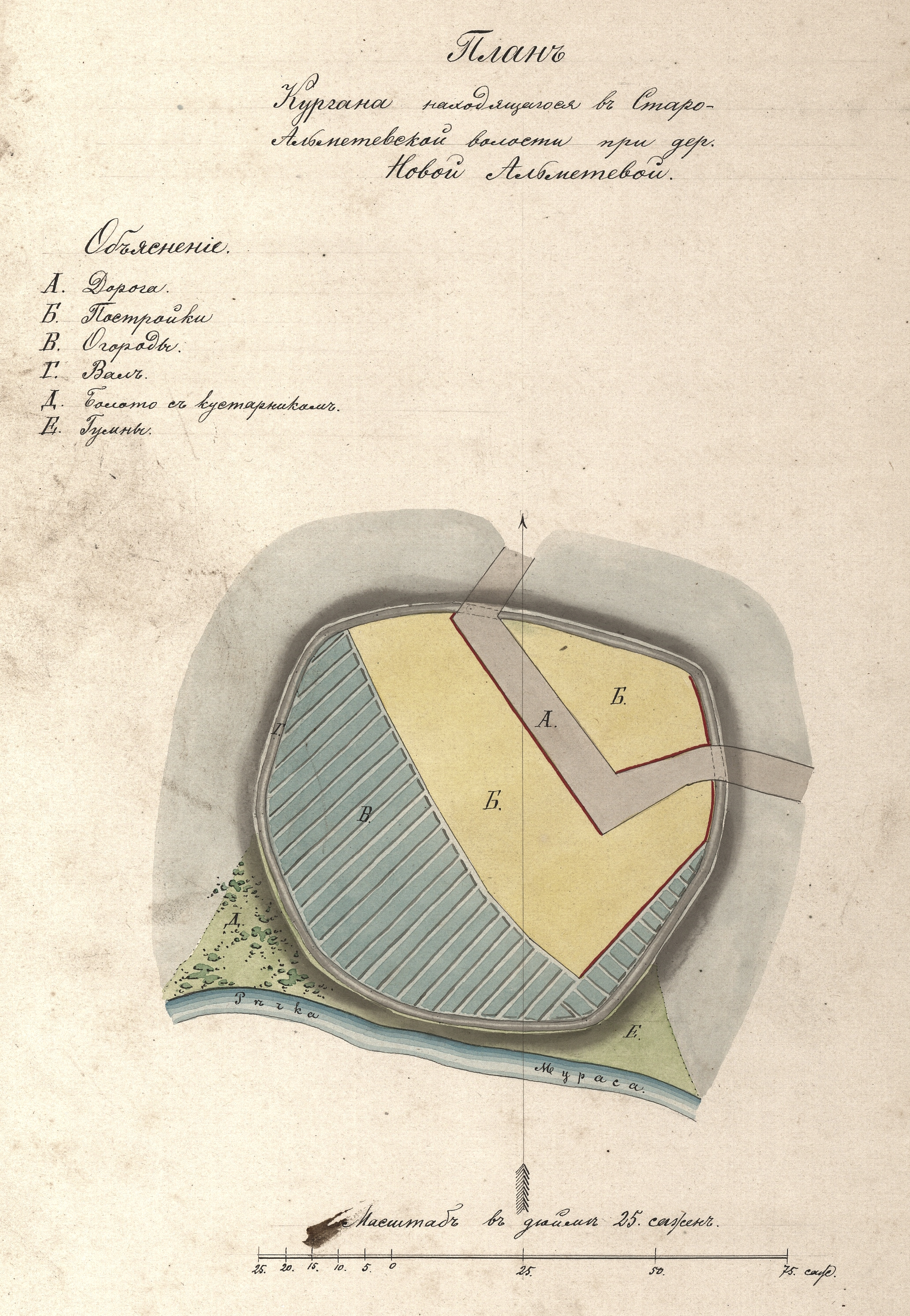
План кургана при деревне Новое Альметьево Нурлатского района РТ

## Исторические упоминания
Городище упоминается в нескольких исторических источниках.
По данным С. М. Шпилевского, река Мураса (Мараса) является левым притоком Малого Черемшана. На её правом берегу расположена деревня Новая Альметева, у которой находится данное городище. В «Списках населённых мест Казанской губернии» Артемьева городище также отмечается, и он называет его Гирей-кала.
В рапорте Кондырева (1812 г.) Совету Казанского университета приводится описание татарского городка, расположенного на равнине в деревне Альметева. В исторических документах 1690 года, приведённых Мельниковым, упоминается выделение пустующей земли у реки Мурасы вожам деревни Табор, где указано наличие городища.
По мнению Шпилевского, название «Гирей-кала» связано с близлежащей рекой Гирей (Гарей), что также подтверждается историческими данными 1690 года..